# Eumyzus eastopi
Eumyzus eastopi är en insektsart. Eumyzus eastopi ingår i släktet Eumyzus och familjen långrörsbladlöss. Inga underarter finns listade i Catalogue of Life.